# Terrence Alfred
Terrence Alfred (ur. 1 kwietnia 1985 r. w Port Moresby) – australijski wioślarz.

## Osiągnięcia
- Mistrzostwa Świata U-23 – Glasgow 2007 – ósemka – 3. miejsce[1].